# یوردان رادیچکوف
یوردان رادیچکوف (به بلغاری: Йордан Радичков) (۲۴ اکتبر ۱۹۲۹ - ۲۱ ژانویه ۲۰۰۴) نویسنده و نمایش‌نامه‌نویس اهل بلغارستان بود.
وی نخست از راه روزنامه نگاری به عالم ادب راه یافت، به واسطه داشتن مطالعات گسترده اجتماعی به خلق آثار ادبی دلپذیری از قبیل: مجموعه‌های دست‌های پاک، قلبی برای مردم می‌تپد، آسمان واژگون، مشتمل بر داستان‌های کوتاه خلق کرد.
رادیچکوف شمار زیادی جوایز ادبی، و جوایز تئاتر و فیلم را هم در بلغارستان و هم در خارج از کشور دریافت کرده‌است.
قله رادیچکوف در جزیره لیوینگستون در جزایر شتلند جنوبی در قاره جنوبگان به افتخار یوردان رادیچکوف نام‌گذاری شده‌است.